# Giuliano Gemma
Giuliano Gemma (ur. 2 września 1938 w Rzymie, zm. 1 października 2013 w Civitavecchia) – włoski aktor, rzeźbiarz, kaskader i sportowiec. Występował również pod nazwiskiem Montgomery Wood. Rozpoznawalność w latach 60. i 70. zapewnił mu udział w spaghetti westernach. Zdobywca nagrody specjalnej David di Donatello za rolę majora Matisa w dramacie Valerio Zurliniego Pustynia Tatarów (1976). 

## Życiorys
Urodził się w Rzymie. Pracował jako kaskader, zanim został obsadzony w rolach aktorskich, jako Brando w komedii Dino Risiego Wenecja, księżyc i ty (Venezia, la luna e tu, 1958) z Alberto Sordim, Melanippo w filmie miecza i sandałów Herkules i królowa Lidia (Ercole e la regina di Lidia, 1959) w reżyserii Mario Bavy, oficer rzymski w dramacie kostiumowym Williama Wylera Ben-Hur (1959) i generał wojsk Giuseppego Garibaldiego w dramacie historycznym Luchino Viscontiego Lampart (1963). W 1978 otrzymał nagrodę na festiwalu w Karlowych Warach dla najlepszego aktora za kreację prefekta Cesare Moriego w dramacie Żelazny prefekt (Il prefetto di ferro, 1977).
Zmarł 1 października 2013 w wieku 75 lat w następstwie obrażeń poniesionych w wypadku samochodowym, pochowany na Cmentarzu Flamińskim w Rzymie.

## Filmografia
- 1959: Ben-Hur – rzymski oficer (niewymieniony)
- 1963: Lampart (Il Gattopardo) – generał Garibaldiego
- 1964: Markiza Angelika (Angélique, marquise des anges) – Nicolas
- 1965: Un dollaro bucato – Gary O’Hara
- 1965: Adiós gringo – Brent Landers
- 1965: Piękna Angelika (Merveilleuse Angélique) – Nicolas
- 1965: Pistolet dla Ringa (Una pistola per Ringo) – Ringo
- 1965: Powrót Ringa (Il ritorno di Ringo) – Ringo / Montgomery Brown
- 1967: Dni gniewu (I giorni dell'ira) – Scott Mary
- 1976: Pustynia Tatarów (Il Deserto dei Tartari) – Matiss
- 1982: Ciemności (Tenebre) − kapitan Germani
- 1986: Miejmy nadzieję, że to będzie córka (Speriamo che sia femmina) − Guido Nardoni
- 1992: Klejnoty (Jewels) – Lorenzo
- 2005: Jan Paweł II (Pope John Paul II) – Joaquín Navarro-Valls